# Defesas vegetais contra a herbivoria

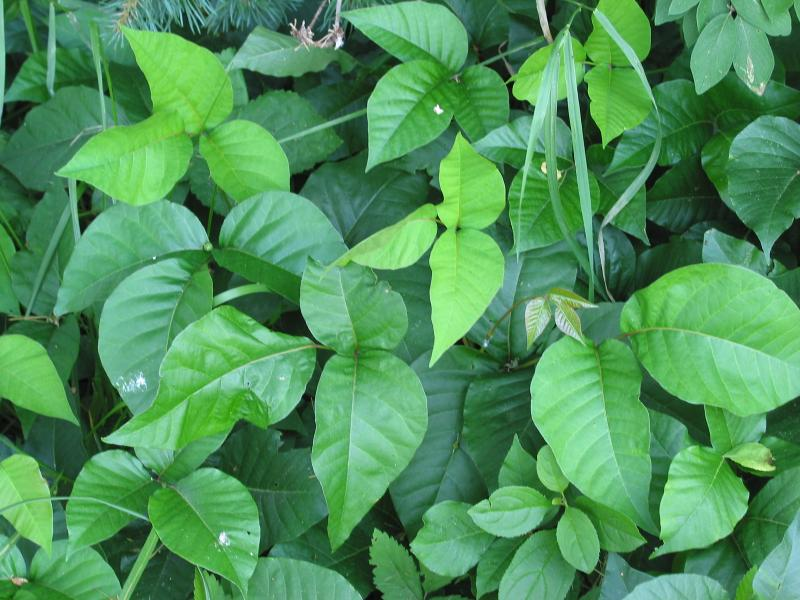
A hera venenosa, Toxicodendron radicans, produz urushiol como proteção contra herbívoros. Em humanos, essa substância causa uma alergia cutânea, conhecida como dermatite de contato induzida por urushiol.

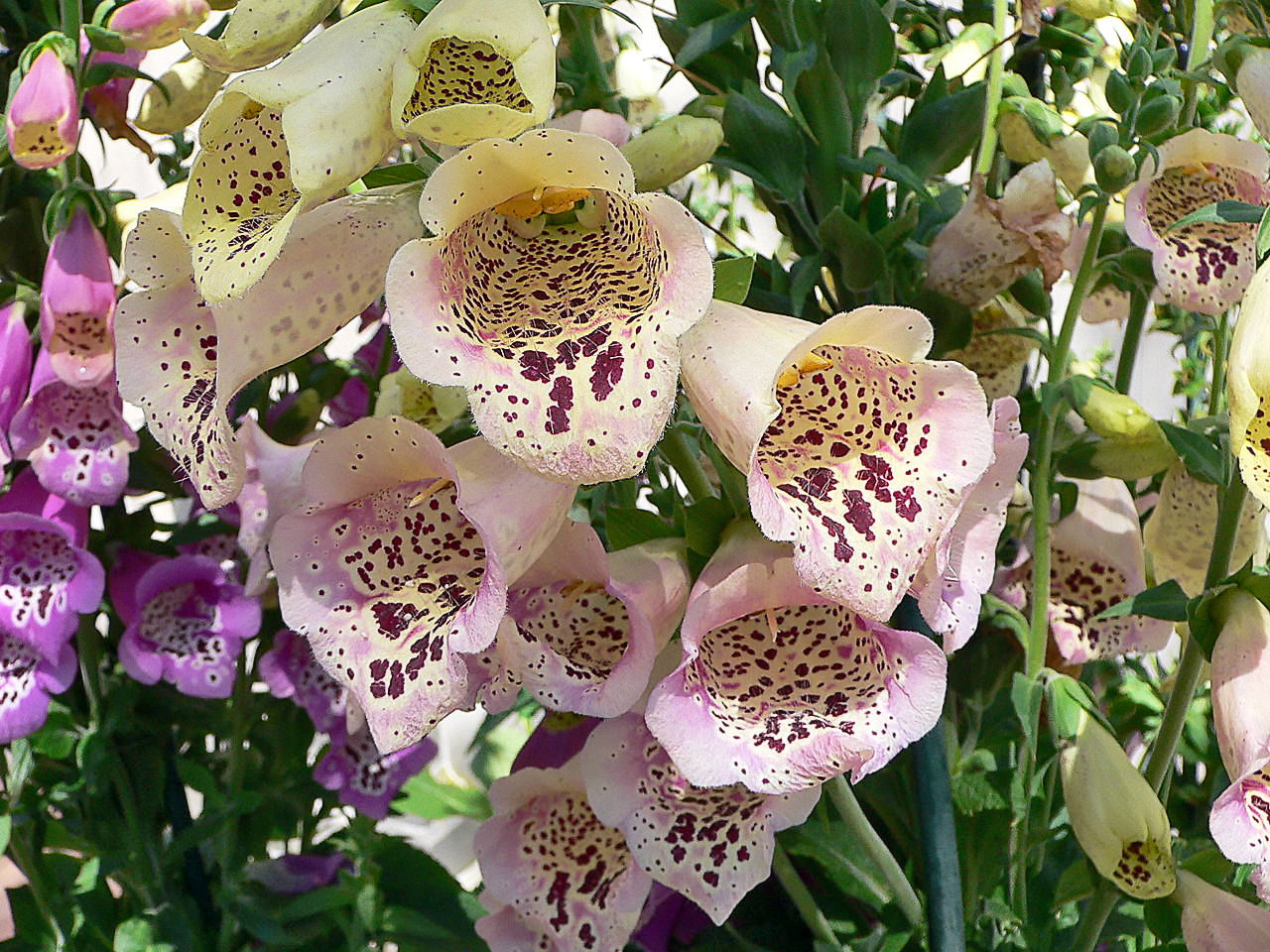
Espécies do gênero Digitalis produzem diversas substâncias mortais, principalmente glicosídeos do tipo cardíaco e esteróide. Sua ingestão pode causar náuseas, vômito, alucinações, convulsões e morte.

As defesas vegetais contra a herbivoria incluem uma série de adaptações desenvolvidas pelas plantas para aumentar sua sobrevivência e reprodução por meio da redução no impacto dos herbívoros.
Há quatro estratégias básicas empregadas por plantas para reduzir o dano por herbívoros. Uma delas é escapar ou evitar os herbívoros no tempo ou no espaço, por exemplo crescendo num local em que plantas não são facilmente acessadas ou então crescendo durante um período curto, em que haja poucos herbívoros. Outra possibilidade é a tolerância à herbivoria, principalmente levando o herbívoro a se alimentar de tecidos não essenciais ou desenvolvendo uma maior capacidade de recuperação dos danos. A planta pode compensar a herbivoria, a compensação da referência ao grau de tolerância exigido pelas plantas, se as plantas danificadas têm maior valor adaptativo do que as não-danificadas elas sobre compensam a herbivoria, caso contrário elas sub compensam. Elas compensam de várias formas, como a remoção de folhas sombreadas, melhorando o balanço fotossíntese- respiração; estimulação das gemas foliares ao desenvolvimento. Mas de qualquer forma uma herbivoria sempre causa danos a uma planta, mesmo se ela tiver uma taxa de compensação alta. Uma terceira estratégia, conhecida como defesa indireta, é a atração de inimigos naturais dos herbívoros, que ao se alimentarem destes, acabam reduzindo a herbivoria.
Finalmente, as plantas também tem a capacidade de se protegerem diretamente, pelo uso de defesas químicas ou mecânicas. Essas defesas envolvem o uso de toxinas que matam os herbívoros ou reduzem sua capacidade de digerir a planta e espinhos e outras estruturas que dificultam o acesso aos tecidos da planta Essas defesas podem ser constitutivas, estando sempre presentes na planta, ou induzidas, produzidas em resposta a dano ou estresse causado por herbívoros.
Historicamente, os insetos são os herbívoros mais importantes no que concerne ao impacto que realizam nas plantas, e a evolução das plantas terrestres está fortemente associada à evolução dos insetos. Enquanto a maior parte das defesas vegetais é direcionada aos insetos, outros tipos de defesa evoluíram, direcionada a herbívoros vertebrados, principalmente mamíferos. O estudo de defesas vegetais contra herbivoria é importante, não apenas do ponto de vista evolutivo, mas também de maneira aplicada, por seu impacto na agricultura e na busca por plantas de importância médica.

## Evolução

Linha do tempo da evolução das plantas e os inícios de diferentes modos de herbivoria por insetos

### Evolução das plantas
As primeiras plantas terrestres evoluíram a partir de plantas aquáticas há cerca de 450 Milhões de anos (Ma), no período Ordoviciano. Essas plantas terrestres primordiais não possuíam sistema vascular e dependiam de água para sua reprodução. As plantas vasculares apareceram posteriormente, e sua diversificação se iniciou no período devoniano (há cerca de 400 Ma). Sua dependência da água reduzida resultou de adaptações como coberturas protetoras em seus tecidos para evitar a dessecação. A reprodução e dispersão das plantas vasculares nessas condições mais secas foi possível pela evolução de estruturas de semente especializadas. A diversificação das plantas com flores (angiospermas) durante o cretáceo coincide com um surto repentino de especiação entre os insetos. Essa diversificação dos insetos representou um das principais forças evolutivas na evolução das plantas, e levou à seleção de plantas que tivessem adaptações defensivas. Os primeiros insetos herbívoros eram mandibulados e mordiam ou mastigavam a vegetação. No entanto, a evolução das plantas vasculares levou à co-evolução de outras formas de herbívoro, como sugadores de seiva, minadores, galhadores e nectarívoros.

### Registros de herbivoria

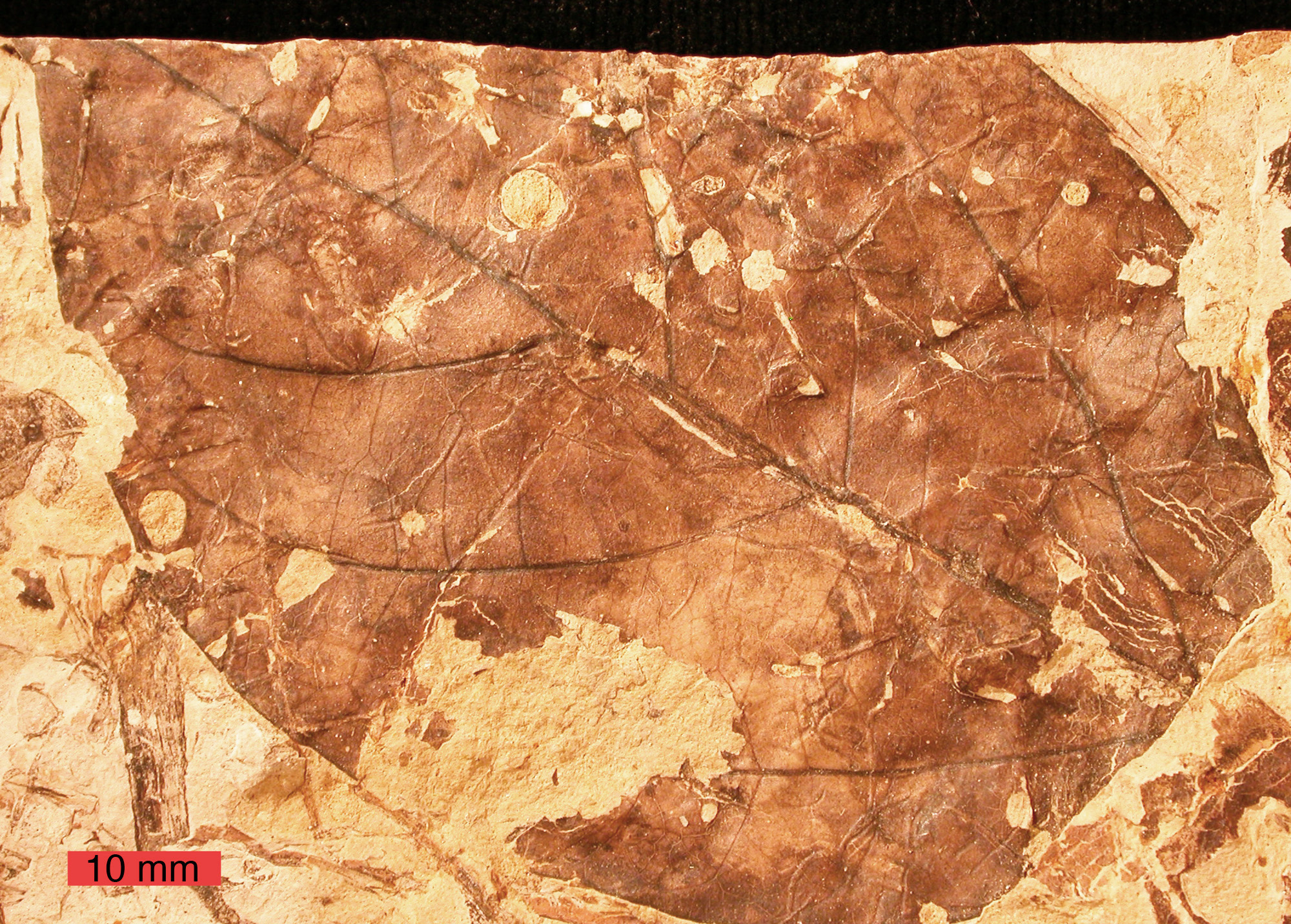
Folha de Viburnum lesquereuxii com dano por inseto em arenito do Cretáceo. Escala da barra: 10mm

Nossa compreensão acerca dos padrões de herbivoria ao longo do tempo geológico vem de três fontes principais: plantas fossilizadas, que podem preservar evidências de defesas (como espinhos), ou algum dano por herbívoros; a observação de restos vegetais nas fezes fossilizadas; e a construção de partes bucais de herbívoros.
Apesar de ser considerada durante muito tempo um fenômeno do Mesozóico, há evidências de herbivoria quase tão antigas quanto seria possível encontrar fósseis indicando sua existência. Menos de 20 milhões de anos após os primeiros fósseis de esporângios e ramos, próximo ao fim do Siluriano, há cerca de 420 Ma, há evidências de que essas estruturas eram consumidas. Animais se alimentavam de esporos de plantas do início do Devoniano, e fósseis do Rhynie chert também fornecem evidências de que organismos se alimentavam de plantas utilizando uma técnica de "furar e sugar". Muitas plantas dessa época se preservaram com protuberâncias semelhantes a espinhos, que podem ter exercido uma função de defesa antes de se desenvolverem nas folhas.
Durante os 75 milhões de anos seguintes, as plantas desenvolveram uma gama de órgãos mais complexos - de raízes a sementes. Houve um intervalo de 50 a 100 milhões de anos entre a evolução de cada órgão e os registros de ele começar a servir de alimento a algum animal. Hole feeding and skeletonisation are recorded in the early Permian, with surface fluid feeding evolving by the end of that period.

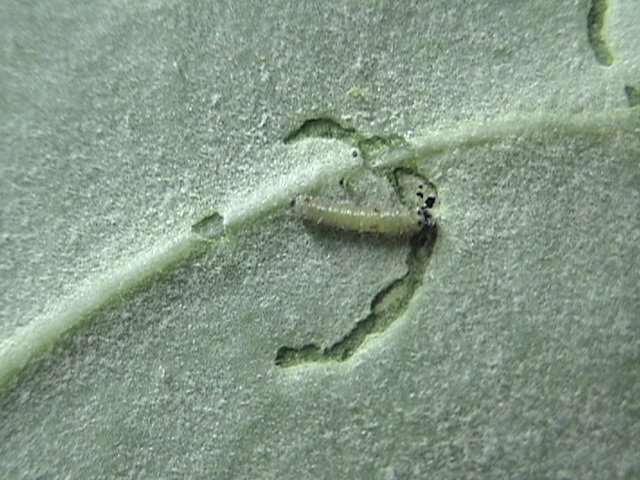
Uma lagarta da borboleta Danaus chrysippus fazendo um sulco para bloquear as substâncias defensivas de Calotropis antes de se alimentar

### Co-evolução
Herbívoros dependem das plantas para se alimentarem, e desenvolveram mecanismos para obter esse tipo de alimento apesar da evolução de um conjunto de recursos defensivos por parte das plantas. Adaptações nos herbívoros contra defesas vegetais são consideradas características ofensivas e consistem em adaptações que permitem um aumento no uso de uma planta hospedeira. Interações entre herbívoros e suas plantas hospedeiras frequentemente resultam em mudanças evolutivas recíprocas, fenômeno denominado co-evolução. Quando um herbívoro se alimenta de uma planta, ele atua seletivamente beneficiando plantas com a capacidade de expressar uma resposta defensiva. Em casos em que essa relação apresenta especificidade (a evolução de uma característica é resultado da outra), e reciprocidade (ambas as características evoluem), considera-se que as espécies tenham passado por co-evolução. O mecanismo co-evolutivo de "fuga e radiação" consiste na ideia de que adaptações em herbívoros e suas hospedeiras tem sido a força propulsora da especiação, e teve um papel importante na radiação dos insetos durante a existência das angiospermas. Alguns herbívoros desenvolveram maneiras de subverter as defesas químicas vegetais em benefício próprio, sequestrando esses compostos e utilizando-os para se protegerem de predadores.

## Tipos
Defesas vegetais podem ser genericamente classificadas como induzidas ou constitutivas. Defesas constitutivas estão sempre presentes na planta, enquanto as induzidas são sintetizadas ou mobilizadas para o local em que a planta sofre danos. Há grandes variações na composição e concentração de defesas constitutivas e elas variam de defesas mecânicas a redutores de digstibilidade e toxinas. A maioria das defesas mecânicas defesas químicas do tipo quantitativo, que requerem grandes quantidades de recursos e são difíceis de mobilizar são geralmente constitutivas.
Defesas induzidas incluem produtos do metabolismo secundário, assim como mudanças morfológicas e fisiológicas. Um vantagem das defesas do tipo induzido sobre as constitutivas é que o aumento na variabilidade torna essas defesas mais eficientes. Essa vantagem vem da ideia de que se herbívoros podem escolher entre diferentes plantas, ou tecidos dentro de uma planta, eles evitarão se alimentar de plantas que possuam ambos os tipos de defesa, constitutiva e induzida.

### Defesas químicas

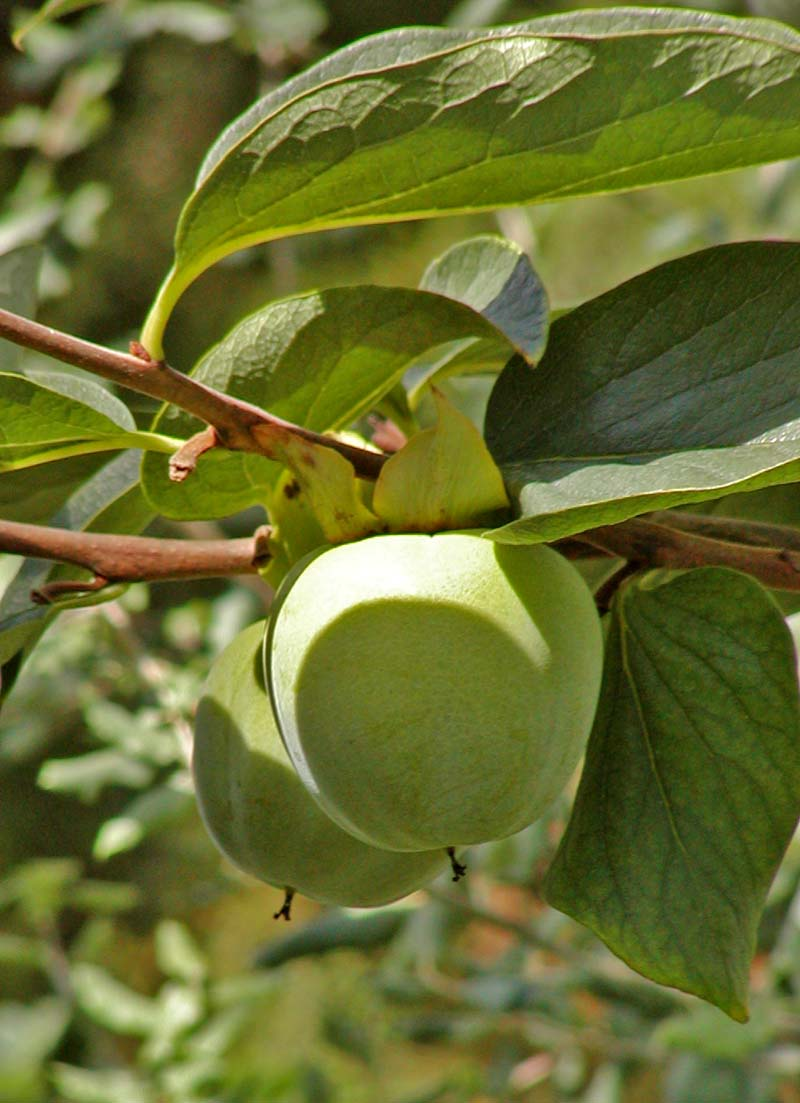
O Caqui, gênero Diospyros, tem um alto conteúdo de tanino, que dá ao fruto seu sabor adstringente e amargo quando verde

A evolução das  defesas químicas nas plantas está ligada ao surgimento de substâncias químicas que não estão envolvidas nas atividades metabólicas essenciais para a fotossíntese. Essas substâncias, metabólitos secundários, são compostos orgânicos que não são necessários para o crescimento, desenvolvimento e reprodução desses organismos, e são frequentemente sintetizados como sub-produtos do metabolismo de compostos primários. Esses metabólitos secundários exercem um papel muito importante nas defesas contra herbívoros.
Metabólitos secundários são frequentemente caracterizados como quantitativos ou qualitativos. Metabólitos qualitativos são definidos como toxinas que interferem no metabolismo dos herbívoros, frequentemente bloqueando reações bioquímicas específicas. Esses metabólitos estão presentes nas plantas em concentrações relativamente baixas (geralmente menos de 2% do peso seco), e seus efeitos independem da dosagem em que são ingeridos. Essas defesas apresentam propriedades que facilitam sua síntese, transporte e armazenamento (como por exemplo, solubilidade em água, pequeno tamanho molecular e baixo custo energético). Essas substâncias são eficientes contra espécies de herbívoros não adaptadas a eles.
Compostos quantitativos são aqueles presentes em alta concentração nas plantas (de 5% a 40% do peso seco) e são igualmente efetivos tanto contra herbívoros especialistas como generalistas. A maioria dos metabólitos quantitativos funciona reduzindo a digestibilidade, tornando a parede celular das plantas indigerível aos animais. Os efeitos dos compostos quantitativos é dependente da dosagem, e portanto quanto maior a proporção desses compostos, menos nutrientes o herbívoro consegue obter ao se alimentar dos tecidos vegetais. Por serem geralmente moléculas grandes, essas defesas são energeticamente custosas para sintetizar e manter, e frequentemente levam mais tempo para sintetizar e transportar do que os compostos qualitativos. Portanto, essas substâncias devem exercer um papel importante na planta.

#### Tipos de defesa química
As plantas desenvolveram muitos metabólitos secundários envolvidos na defesa, que são coletivamente denominados compostos anti-herbivoria, podendo ser classificados em três sub-grupos:  compostos nitrogenados (incluindo alcalóides, glicosídeos cianogênicos e glicosinolatos), terpenóides, e compostos fenólicos.
Alcalóides derivam de diversos aminoácidos. Mais de 3000 alcalóides são conhecidos, com exemplos incluindo nicotina, cafeína, morfina, colchicina, ergolinas, estriquinina e quinino. Alcalóides têm efeitos farmacológicos em humanos e outros animais; alguns alcalóides inibem ou ativam enzimas, ou alteram o armazenamento de carboidratos e gorduras, por inibição da formação de ligações fosfodiéster envolvidas em sua degradação. Alguns alcalóides se ligam a ácidos nucleicos e podem inibir a síntese de proteínas e afetar mecanismos de reparo de DNA. Alcalóides também podem afetar membranas celulares e a estrutura do citoesqueleto, causando enfraquecimento, vazamento ou rompimento das células, o que pode também afetar a transmissão nervosa. Glicosídeos cianogênicos se tornam tóxicos ao serem quebrados pelas enzimas do trato digestivo dos herbívoros e liberam Cianeto de hidrogênio, que bloqueia a respiração celular. Glicosinolatos são ativados de maneira semelhante aos glicosídeos cianogênicos, e seus produtos podem causar gastroenterite, salivação, diarréia e irritação na boca.
Os terpenóides, também denominados isoprenóides, são compostos orgânicos similares aos terpenos, derivados de unidade de cinco carbonos de isopreno. Há mais de 10.000 tipos de terpeno conhecidos. A maioria é formada por estruturas multicíclicas que diferem entre si tanto quanto aos grupos funcionais como nos esqueletos básicos de carbono. Monoterpenos, contendo duas unidades de isopreno, são óleos essenciais voláteis como citronela, limoneno, mentol, cânfora e pineno. Diterpenos, formados por quatro unidades de isopreno, são amplamente distribuídos no látex e em resinas, e podem ser tóxicos. Diterpenos são responsáveis pela toxicidade nas folhas de Rhododendron Esteróis e esteróides vegetais também são produzidos a partir de precursores terpenóides. Entre eles inclui-se a vitamina D, glicosídeos (como em digitalis) e saponinas (que causam o rompimento de hemácias dos herbívoros).
Fenóis consistem de um anel aromático de seis carbonos ligados a um grupo hidroxila. Alguns fenóis têm propriedades anti-sépticas, enquanto outros interrompem as atividades do sistema endócrino. Fenóis variam dos simples taninos até flavonóides mais complexos que dão às plantas a maioria de seus pigmentos vermelhos, azuis, amarelos e brancos. Fenóis complexos, denominados polifenóis são capazes de produzir efeitos diversos nos seres humanos, atuando inclusive como antioxidantes. Alguns exemplos de fenóis usados na defesa de plantas incluem: lignina, silibinina e canabinóides. Taninos condensados, polímeros compostos por dois a 50 (ou mais) moléculas de flavonóides, inibem a digestão dos herbívoros se ligando às proteínas vegetais consumidas, tornando-as difíceis de digerir. Além disso, interferem na absorção das proteínas e na ação de enzimas digestivas. Sílica e lignina, que são completamente indigeríveis por animais, gastam as mandíbulas dos insetos.
Além dos três grandes grupos de substâncias mencinado acima, compostos derivados de ácidos graxos, aminoácidos e até peptídeos podem também ser usados como defesa. A toxina colinérgica cicutoxina, das plantas do gênero Cicuta, é um derivado do metabolismo de ácidos gráxos. A síntese de fluoroacetato em diversas plantas é um exemplo do uso de pequenas moléculas para perturbar o metabolismo do herbívoro, nesse caso o ciclo do ácido cítrico.

### Defesas mecânicas

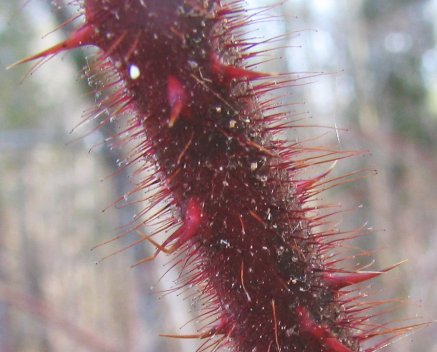
Os espinhos do pé de framboesa, atuam como defesa mecânica contra a herbivoria

As plantas possuem muitas defesas estruturais externas que desestimulam a herbivoria. Dependendo das características físicas do herbívoro (como por exemplo tamanho e presença de algum tipo de proteção), as defesas estruturais presentes nos ramos e folhas das plantas podem afastar, ferir ou matar o herbívoro. Alguns compostos produzidos internamente são liberados na epiderme e atuam como defesas mecânicas; por exemplo, resinas, ligninas, sílica e cera combrem a epiderme de plantas terrestres e alteram a textura dos tecidos vegetais. As folhas de plantas do gênero illex (gênero da erva-mate, entre outras espécies), por exemplo, são muito lisas e escorregadias, tornando a alimentação difícil. Algumas plantas produzem substâncias viscosas que aprisionam os insetos herbívoros.

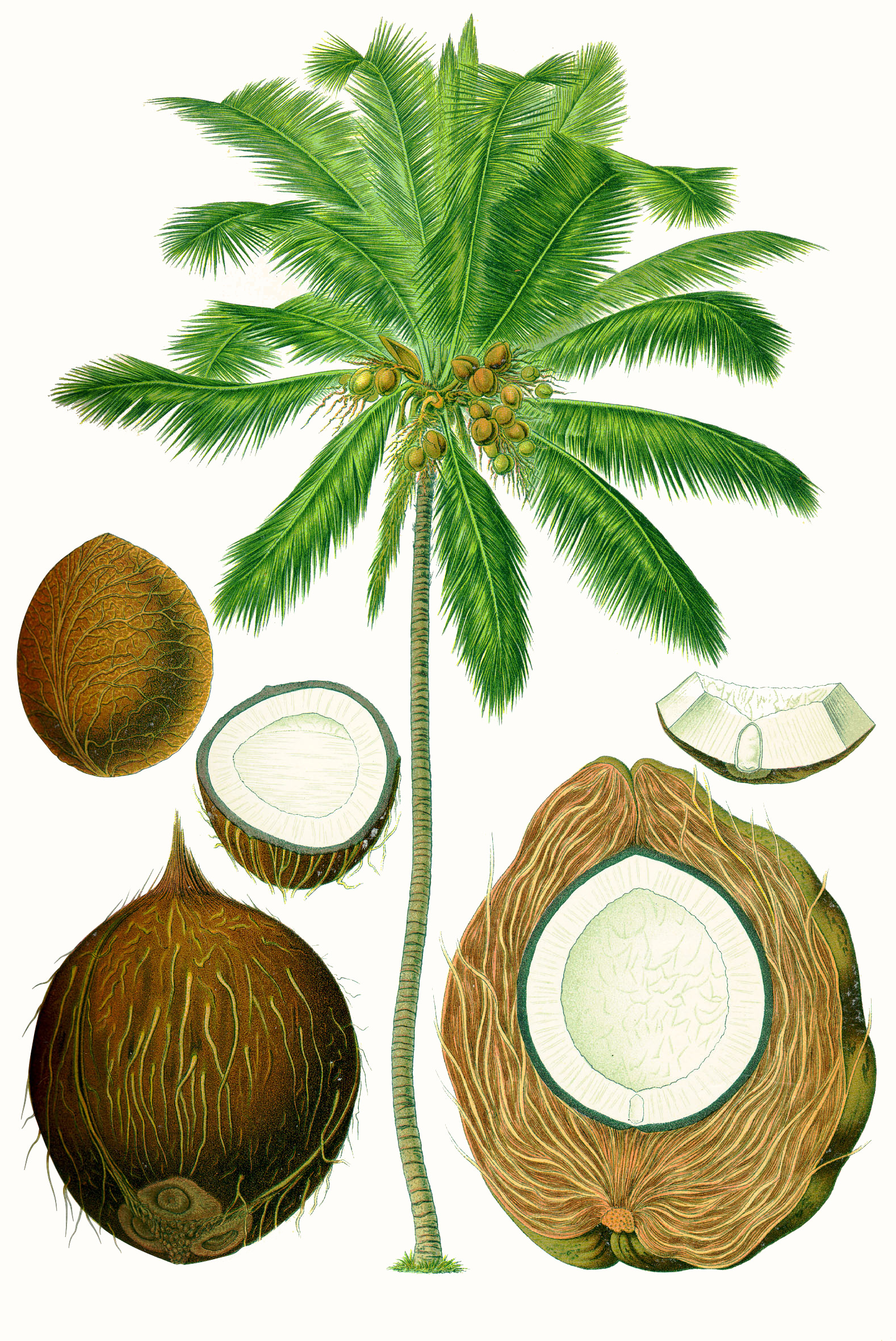
Coqueiros protegem seus frutos revestindo-os com múltiplas camadas de armaduras

As folhas e ramos de uma planta podem estar cobertas de espinhos ou tricomas - pelos na superfície da folha, frequentemente com ramificações, e às vezes contendo substâncias irritantes ou venenosas. Características mais estruturais das plantas, como espinhos e acúleos reduzem a alimentação por grandes herbívoros ungulados (por exemplo, kudus, impalas, e cabras) restringindo a sua taxa de alimentação ou desgastando os molares. A estrutura de uma planta, seu padrão de ramificação e arranjo das folhas pode também ter por função reduzir o impacto de herbívoros. Os arbustos da Nova Zelândia desenvolveram adaptações que acredita-se ser uma resposta a aves pastadoras, como os moas. De maneira semelhante,
Acacias africanas é densamente coberta de espinhos na região externa da copa, mas nenhum na região mais interior, que é comparativamente mais segura de herbívoros como girafas. Acácias jovens, que poderiam ser vulneráveis devido à sua proximidade ao chão, possuem maior quantidade de espinhos, que se reduzem gradativamente com a idade.
Árvores como os coqueiros e outras palmeiras, podem proteger seus frutos com várias camadas de armaduras, sendo necessárias ferramentas eficientes para romper o fruto e chegar até o conteúdo da semente, além de grande habilidade para escalar o caule alto e relativamente liso.

#### Tigmonastia
Movimentos tigmonásticos, aqueles que ocorrem em resposta ao toque, são usados como defesa em algumas plantas. As folhas da dormideira, Mimosa pudicase fecham rapidamente em resposta a toques, vibrações, e até estímulos elétricos e térmicos. A causa fisiológica dessa resposta mecânica é uma mudança abrupta na pressão de turgor dos pulvinos na base das folhas, resultante de fenômenos osmóticos. Essa mudança então é transmitida por meios elétricos e químicos por toda a planta. Um único folíolo precisa ser estimulado para desencadear a resposta.
Essa resposta reduz a área superficial disponível para herbívoros, já que apenas a face inferior dos folíolos fica exposta. Além disso, a planta fica com uma aparência murcha, e pequenos herbívoros podem ser expulsos da planta pela movimentação. Esse mesmo tipo de resposta pode também ser usada por plantas carnívoras para capturar presas.

### Mimetismo e Camuflagem
Algumas plantas mimetizam a presença de ovos de inseto em suas folhas, desestimulando insetos a ovipositarem. Porque as fêmeas de algumas espécies de borboleta tem uma menor tendência a ovipositar em plantas que já possuam outros ovos, algumas espécies de trepadeira neotropicais do gênero Passiflora (plantas aparentadas do maracujá), possuem estruturas semelhantes aos ovos amarelos das borboletas do gênero Heliconius em suas folhas, que desencorajam a oviposição por borboletas.

### Defesas indiretas

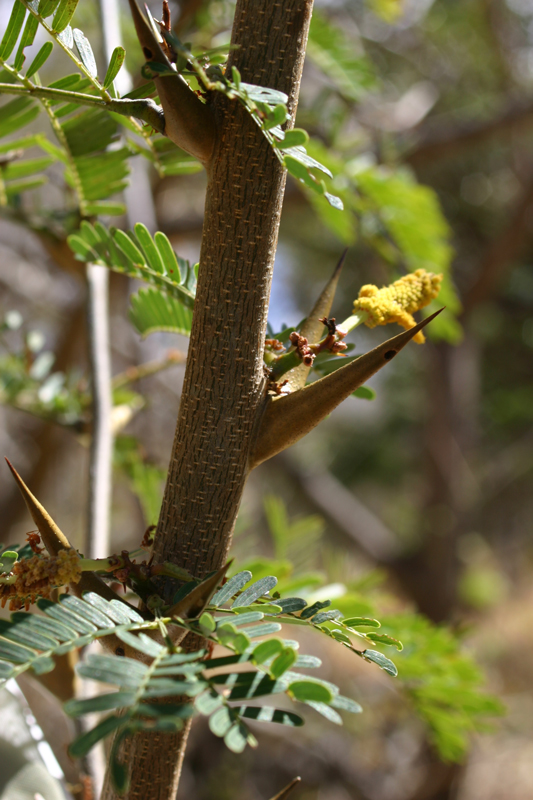
As grandes estípulas semelhantes a espinhos de Acacia collinsii são ocas e fornecem abrigo para formigas, que em troca, protegem a planta contra herbívoros

Outra categoria de defesas vegetais são aquelas características que protegem a planta indiretamente. Elas atuam aumentando a probabilidade de que os herbívoros sejam atacados por inimigos naturais. Tal interação, entra a planta e os predadores, é conhecida como mutualismo, já que tanto as plantas como os inimigos naturais se beneficiam com a interação. Um tipo de interação desse tipo é a liberação de compostos de sinalização pelas plantas. Quando atacadas por herbívoros, algumas plantas liberam compostos voláteis que são percebidos por predadores e parasitóides como um indicativo da presença de herbívoros, sendo atraídos. A redução no número de herbívoros confere à planta um benefício em sua aptidão, demonstrando o efeito indireto desses voláteis. A produção de voláteis pode, no entanto, ser prejudicial em algumas situações, já que alguns estudos mostraram que eles podem atrair mais herbívoros.
As plantas podem também utilizar a estratégia de fornecer abrigo e itens alimentares para inimigos naturais dos herbívoros como uma forma de manter sua presença e atividade. Por exemplo, árvores do gênero Macaranga possuem uma adapatação nas finas paredes de seus ramos que criam abrigos ideais para algumas espécies de formigas do gênero Crematogaster. As formigas, em troca, protegem a planta de herbívoros. Nesse caso, além de fornecerem abrigo, a planta também produz, em estruturas denominadas corpos alimentares, uma fonte nutritiva muito rica para as formigas. De maneira semelhante, algumas espécies de Acacia desenvolveram espinhos com a base dilatada, formando uma estrutura oca que funciona como abrigo. Essas árvores também produzem, em nectários extraflorais presentes nas folhas, néctar que é utilizado como alimento pelas formigas. Essa estratégia de produzir néctar em nectários extraflorais para atrair formigas é muito comum nas plantas tropicais, sendo observada em até metade das árvores em algumas regiões.
A maioria das plantas possui endófitos, organismos microbianos que vivem no interior das plantas. Enqunato alguns são patogênicos, outros protegem as plantas de herbívoros e patógenos. Endófitos podem contribuir produzindo toxinas prejudiciais a outros organismos que atacam a planta. Por exemplo, alguns fungos que vivem no interior de gramíneas produzem alcalóides protetores.

### Perda das folhas e coloração
Há indícios de que a queda das folhas (abscisão foliar), pode ser uma resposta que protege a planta contra doenças e certos tipos de herbívoros, como insetos galhadores e minadores, e endófagos de folhas em geral. Outras respostas como a mudança de cor das folhas antes de cair tem sido hipotetizadas como adaptações que contribuem prejudicar a camuflagem dos herbívoros.  Tem sido proposto que a mudança de coloração nas folhas durante o outono atue como um sinal honesto de que a planta vai alocar defesas contra insetos herbívoros que migram para as árvores no outono.

## Custos e benefícios
Estruturas e substâncias químicas de defesa são custosas, já que demandam recursos que poderiam ser utilizados pelas plantas para maximizar o crescimento e reprodução. Muitos modelos tem sido propostos para explorar como e por que algumas plantas realizam esse investimento em defesa contra herbívoros.

### Hipótese de defesa ótima
A hipótese de que a  defesa ótima procura explicar como tipos particulares de defesa utilizadas por uma planta refletem as ameaças a que cada indivíduo está exposto. Esse modelo considera três fatores principais: risco de ataque, valor do tecido para a planta e custo da defesa.
O primeiro fator determinando as defesas ótimas são o risco: Qual a probabilidade de uma planta, ou determinada parte de uma planta, ser atacada? Isso está também relacionado à hipótese de conspicuidade, que afirma que uma planta irá investir em defesas altamente efetivas quando puder ser facilmente encontrada por herbívoros. Exemplos de plantas que produzem esse tipo de defesa sistêmica incluem algumas árvores de vida longa, arbustos, e gramíneas perenes. Plantas pouco conspícuas, como plantas efêmeras, dos primeiros estágios sucessionais, por outro lado, investem preferencialmente em pequenas quantidades de defesas qualitativas, que são compostos tóxicos para a maioria dos herbívoros, mas susceptível a herbívoros especialistas.
O segundo fator é o valor da proteção: Será que a planta teria menos chances de sobreviver e se reproduzir após a remoção de parte de sua estrutura por um herbívoro? Nem todas as partes da planta têm o mesmo valor para a aptidão. Portanto, partes mais valiosas devem conter mais defesas. O estágio de desenvolvimento no momento em que ela sofre o ataque também afeta a perda de aptidão resultante. Experimentalmente, o valor adaptativo de uma estrutura da planta é medido retirando-se essa parte da planta e observando o efeito. Em geral, órgãos ligados à reprodução (flores e sementes) não são tão facilmente substituídas como tecidos vegetativos, ramos e folhas apicais tem maior valor do que folhas da base dos ramos, e a perda de partes da planta no meio da estação de crescimento tem um maior efeito negativo do que a remoção no início ou final da estação. Sementes, particularmente, tendem a ser muito bem protegidas. Por exemplo, as sementes de frutos comestíveis contêm glicosídeos cianogênicos, como a amigdalina. Isso resulta do balanço entre a necessidade de fazer o fruto atrativo para os dispersores, enquanto assegurando que as sementes não sejam destruídas pelo animal.
O último fator a ser considerado é o custo da defesa: quanto vai custar, em gasto energético e em nutrientes, uma determinada estratégia defensiva? Isso é especialmente importante, já que a energia gasta com defesas não pode ser usada para outras funções, como crescimento e reprodução. A hipótese de defesa ótima prevê que plantas vão alocar mais energia para defesa quando os benefícios da proteção forem maiores do que os custos de produção das defesas, especificamente em situações em que haja alta pressão de herbivoria.

### Hipótese de balanço Carbono:nutriente
A hipótese de balanço Carbono:nutriente, também conhecida como hipótese de restrições ambientais, propõe que os vários tipos de defesas vegetais sejam respostas a variação nos níveis de nutrientes no ambiente. Essa hipótese prevê que a razão entre Carbono e Nitrogênio em plantas determina quais metabólitos secundários serão sintetizados. Por exemplo, plantas crescendo em solos pobres em Nitrogênio irão utilizar defesas baseadas em Carbono (principalmente redutores de digestibilidade), enquanto aquelas crescendo em ambientes com pouco carbono (como locais sombreados) têm maior chance de produzir toxinas baseadas em nitrogênio. A hipótese também prevê que as plantas podem mudar suas defesas em resposta a mudanças nos nutrientes. Por exemplo, se plantas se desenvolvem em condições pobres em nitrogênio, essas vão implementar estratégias de defesa compostas por defesas constitutivas baseadas em carbono. Se os níveis do nutriente aumentam, por exemplo pela adição de fertilizantes, essas defesas baseadas em carbono devem diminuir.

### Hipótese da taxa de crescimento
A hipótese da taxa de crescimento, também conhecida como hipótese da disponibilidade de recursos, afirma que as estratégias de defesa são determinadas pela taxa de crescimento intrínseco da planta. A principal suposição é de que a disponibilidade de recursos é o fator limitante na determinação da taxa de crescimento máxima de dada espécie vegetal. Esse modelo prevê que o nível de investimento em defesas vai crescer à medida que se reduza o potencial para crescimento se reduza. Além disso, plantas em áreas pobres em recurso, com taxas de crescimento intrinsecamente menores, tendem a ter folhas e ramos mais longevos, e a perda desses órgãos pode levar a uma perda de recursos escassos e valiosos para a planta.
Um teste recente desse modelo consistiu em transplantes recíprocos de plântulas de 20 espécies de árvores entre solos argilosos (ricos em nutriente) e arenosos (pobres em nutriente), para determinar se o balanço entre as demandas conflitantes de ter um alta taxa de crescimento e investir em defesas restringia as espécies a determinados habitats. Plântulas originárias do solo arenoso tiveram maiores níveis de defesas baseadas em carbono, mas quando foram transferidas para solos argilosos ricos em nutriente, elas sofreram maior mortalidade por herbivoria. Esses resultados permitem sugerir que estratégias defensivas limitam os habitats de algumas plantas.

## Importância para o ser humano

### Agricultura
A variação entre plantas na susceptibilidade a pestes era conhecida provavelmente desde os primórdios da agricultura. Em tempos históricos, a observação de tal variação na susceptibilidade tem fornecido soluções para grandes problemas sócio-econômicos. A filoxera da uva foi introduzida na França, a partir da América do Norte, em 1860 e, em 25 anos destruiu um terço (100.000 km²) de vinhedos. Charles Valentine Riley percebeu que espécies americanas de Vitis lambrusca eram resistentes a essa praga. Riley, juntamente com J. E. Planchon, ajudaram a salvar a indústria de vinho francesa, a partir da sugestão de enxertar as vinhas francesas de alta qualidade, porém susceptiveis, em estoques de raízes de Vitis lambrusca.
O estudo formal de resistência das plantas à herbivoria foi primeiramente organizado de maneira completa em 1951 por Reginald (R.H.) Painter, que é amplamente conhecido como fundador dessa área de pesquisa, em seu livro Resistência das plantas a insetos. Enquanto seu trabalho foi o pioneiro em tais estudos nos Estados Unidos da América, os trabalhos de Chesnokov foram a base dessa área e pesquisa na União Soviética.